# Ванкер, Вернер
Ве́рнер Ва́нкер (нем. Werner Wanker; род. 8 апреля 1958) — австрийский кёрлингист.
В составе мужской сборной Австрии участник чемпионата мира 2002 (заняли десятое место) и шести чемпионатов Европы (наивысшее занятое место — десятое).
Играл в основном на позиции первого.
Является одним из наиболее титулованным на национальном уровне кёрлингистов-мужчин Австрии — за спортивную карьеру 8 раз становился чемпионом Австрии по кёрлингу среди мужчин.

## Достижения
- Чемпионат Австрии по кёрлингу среди мужчин: золото (1998, 1999, 2000, 2001, 2002, 2004, 2005, 2007), серебро (1993), бронза (1995, 1996, 2003, 2006).

## Команды
| Сезон   | Четвёртый     | Третий          | Второй              | Первый        | Запасной                              | Турниры                               |
| ------- | ------------- | --------------- | ------------------- | ------------- | ------------------------------------- | ------------------------------------- |
| 1999—00 | Алоис Крайдль | Штефан Залингер | Franz Huber         | Вернер Ванкер |                                       | ЧЕ 1999 (15 место)                    |
| 2000—01 | Алоис Крайдль | Штефан Залингер | Андреас Унтербергер | Вернер Ванкер |                                       | ЧЕ 2000 (15 место)                    |
| 2001—02 | Алоис Крайдль | Штефан Залингер | Андреас Унтербергер | Вернер Ванкер | Ричард Обермозер (ЧМ)                 | ЧЕ 2001 (11 место) ЧМ 2002 (10 место) |
| 2002—03 | Алоис Крайдль | Штефан Залингер | Андреас Унтербергер | Вернер Ванкер |                                       | ЧЕ 2002 (10 место)                    |
| 2004—05 | Алоис Крайдль | Штефан Залингер | Nikolaus Gasteiger  | Вернер Ванкер | Роланд Куделка тренер: Роланд Куделка | ЧЕ 2004 (15 место)                    |
| 2005—06 | Алоис Крайдль | Штефан Залингер | Nikolaus Gasteiger  | Вернер Ванкер |                                       | ЧЕ 2005 (19 место)                    |

(скипы выделены полужирным шрифтом)